# Boxbachpfad
Der Boxbachpfad ist ein 16 km langer Rundwanderweg im Grenzgebiet von Nordrhein-Westfalen und Hessen. Er wird vom Naturpark Lahn-Dill-Bergland betreut und ist als Premium-Weg vom Deutschen Wanderinstitut zertifiziert. Der Pfad wurde im Jahr 2008 gestaltet; die benötigte Gehzeit wird mit fünf Stunden angegeben.

## Verlauf
Von Wiesenbach ausgehend führt er nach Hesselbach und an dem namensgebenden Boxbach vorbei. Unterwegs passiert man die Grube Boxbach sowie den Silbersee, der als Höhepunkt des Weges beschrieben wird, und hat einen guten Blick auf den Windpark Hesselbach.
Der Weg führt vor allem durch geschützte Wald- und Wiesenflächen. Der nordrhein-westfälische Wegteil ist gänzlich Teil des Naturparks Sauerland-Rothaargebirge und teilweise des Landschaftsschutzgebietes Bad Laasphe. Der Weg quert die Landesgrenze insgesamt zwei Mal.